# ألان هيرست
ألان هيرست (15 يوليو 1950 في أستراليا - ) (بالإنجليزية: Alan Hurst)‏ هو لاعب كريكت أسترالي. شارك مع منتخب أستراليا الوطني للكريكت. أما مع فريق رياضي، فقد لعب مع فريق فكتوريا للكريكت.

## وصلات خارجية
- ألان هيرست على موقع إي آس بي آن كريك إنفو (الإنجليزية)